# 庫珀群島

庫珀群島（英語：Cooper Islands）是美國阿拉斯加州的群島，位於阿圖島東北面1.6公里的白令海，屬於尼爾群島的一部分，群島上無人居住。